# Wspólnota administracyjna Südliches Saaletal
Wspólnota administracyjna Südliches Saaletal (niem. Verwaltungsgemeinschaft Südliches Saaletal) – wspólnota administracyjna w Niemczech, w kraju związkowym Turyngia, w powiecie Saale-Holzland. Siedziba wspólnoty znajduje się w mieście Kahla, które do wspólnoty jednak nie należy.
1 stycznia 2024 do gminy przyłączono gminę Unterbodnitz ze wspólnoty administracyjnej Hügelland/Täler.
Wspólnota administracyjna zrzesza 21 gmin, w tym jedną gminę miejską (Stadt) oraz 20 gmin wiejskich: 
1. Altenberga
2. Bibra
3. Bucha
4. Eichenberg
5. Freienorla
6. Großeutersdorf
7. Großpürschütz
8. Gumperda
9. Hummelshain
10. Kleineutersdorf
11. Laasdorf
12. Lindig
13. Milda
14. Orlamünde
15. Reinstädt
16. Rothenstein
17. Schöps
18. Seitenroda
19. Sulza
20. Unterbodnitz
21. Zöllnitz